# San Bartolomé de Corneja
San Bartolomé de Corneja – gmina w Hiszpanii, w prowincji Ávila, w Kastylii i León, o powierzchni 7,36 km². W 2011 roku gmina liczyła 65 mieszkańców.